# Isabel Bogdan
Isabel Bogdan (* 5. Juli 1968 in Köln) ist eine deutsche Literaturübersetzerin, Schriftstellerin und Bloggerin.

## Leben
Isabel Bogdan studierte Anglistik und Japanologie in Heidelberg und Tokio. Heute lebt sie in Hamburg-Borgfelde.
2006 erhielt sie den Hamburger Förderpreis für literarische Übersetzung, 2011 den Hamburger Förderpreis für Literatur. 2013 war sie für einen Monat Artist in Residence an der Universität Nanjing.
Sie hat verschiedene Lesereihen mitorganisiert, unter anderem Kaffee.Satz.Lesen mit Stevan Paul und Tirili/Tristesse mit Maximilian Buddenbohm. Außerdem ist sie Gründungsmitglied des PEN Berlin und Mitglied im Verband deutschsprachiger Übersetzer (VdÜ). Sie ist Vorsitzende des Vereins zur Rettung des „anderthalb“.
Bogdan übersetzt unter anderem Texte von Jonathan Safran Foer, Nick Hornby, Megan Abbott, Tamar Yellin und Jane Gardam. 2016 erschien ihr erster Roman Der Pfau, der auf der Shortlist zum Lieblingsbuch des unabhängigen Buchhandels stand und mit dem Deutschen Hörbuchpreis Hörkules ausgezeichnet wurde.

## Werk
Ihr erster Roman Der Pfau erschien 2016 und stand monatelang in der Spiegel-Bestsellerliste. 2019 kam ihr zweiter Roman Laufen heraus, in dem es um eine Hamburger Bratschistin geht, die nach dem Suizid ihres Lebensgefährten um ihr Leben läuft. Ihr dritter Roman, "Wohnverwandtschaften", handelt von einer Hamburger Wohngemeinschaft, in der ein Mitbewohner an Demenz erkrankt.

## Verfilmungen
2021 wurde Laufen mit Anna Schudt in der Hauptrolle für das ZDF verfilmt. 2022 wurde Der Pfau von Lutz Heineking junior als Kinoproduktion verfilmt.

## Werke
- Sachen machen. Was ich immer schon tun wollte. Rowohlt, Hamburg 2012, ISBN 978-3-499-62818-4.
- Der Pfau. Roman, Kiepenheuer und Witsch, Köln 2016, ISBN 978-3-462-04800-1.
- Laufen. Roman, Kiepenheuer und Witsch, Köln 2019, ISBN 978-3-462-05349-4.
- Mein Helgoland. mare Verlag, Hamburg, 2021, ISBN 978-3-86648-654-6.
- Wohnverwandtschaften. Roman, Kiepenheuer und Witsch, Köln 2024, ISBN 978-3-462-00419-9.

### Als Herausgeberin
- Irgendwo ins grüne Meer. Geschichten von Inseln. Hg. mit Anne von Canal. Arche, 2016

### Anthologiebeiträge
- Tokyo Blues, in: Dinner for one. Vom Glück, in der Küche eine Verabredung mit sich selbst zu haben. Hg. Friederike Schilbach. Bloomsbury Taschenbuch, 2012, S. 137–142
- Brombeeren und Der Pfau (Romanauszug), in: Ziegel 13: Hamburger Jahrbuch für Literatur 2012/13, Hg. Jürgen Abel und Wolfgang Schömel. Dölling Und Galitz Verlag, 2012, S. 28–34 und S. 473–482
- Klein Fawa, in: Weihnachten mit der buckligen Verwandtschaft. Hg. Dietmar Bittrich. Rowohlt, 2012

### Übersetzungen Belletristik
- Megan Abbott:
  - Das Ende der Unschuld. Kiepenheuer und Witsch, 2012
- Jennifer Close:
  - Mädchen in weiß. Berlin, 2012
- Dayna Dunbar:
  - Die Heiligen und die Sünder von Okay County. Goldmann Verlag, 2004
- Janet Evanovich:
  - Liebe für Anfänger. Goldmann, 2004
  - Kussfest. Goldmann, 2005
- Jasper Fforde:
  - Die letzte Drachentöterin. Bastei Lübbe, 2015
- Jane Gardam:
  - Ein untadeliger Mann. Hanser Berlin Verlag, 2015
  - Eine treue Frau. Hanser Berlin, 2016
  - Letzte Freunde. Hanser Berlin, 2016
  - Die Leute von Privilege Hill, Hanser Berlin, 2017
  - Weit weg von Verona. Hanser, 2018
  - Bell und Harry, Hanser Berlin 2019
  - Robinsons Tochter. Hanser Berlin, 2020
  - Mädchen auf den Felsen, Hanser Berlin, 2022
- Ella Griffin:
  - An und für Dich. Mit Jenny Merling. Kiepenheuer und Witsch, 2012
- Beth Hoffman:
  - Die Frauen von Savannah. Kiepenheuer und Witsch, 2011
- Sophie Kinsella:
  - Sag’s nicht weiter, Liebling. Goldmann, 2004
  - Prada, Pumps und Babypuder. Mit Monika Scheele Knight, Goldmann, 2007
- Miranda July:
  - "Roy Spivey". Kurzgeschichte, in: Das Buch der anderen, Hg. Zadie Smith. Kiepenheuer und Witsch, 2009
- Olivia Lichtenstein:
  - Seitensprung rückwärts. Krüger, 2007
- Kate Long:
  - Handbuch für Rabenmütter. Goldmann, 2005
  - Von Großmüttern und anderen Katastrophen. Goldmann, 2006
- ZZ Packer:
  - "Gideon". Kurzgeschichte, in: Das Buch der anderen, Hg. Zadie Smith. Kiepenheuer und Witsch, 2009
- Alice Sebold:
  - Das Gesicht des Mondes. Goldmann, 2008
- Mehmet Murat Somer:
  - Der Kuss-Mord. Tropen, 2009
- Andrew Taylor:
  - Wen die Toten rufen. Goldmann, 2005
  - Der Ruf des Henkers. Goldmann, 2008
  - Das tote Herz. Goldmann, 2009
- Tamar Yellin:
  - Das Vermächtnis des Shalom Shepher. Goldmann, 2008

### Übersetzungen Sachbücher
- Jonathan Safran Foer:
  - Tiere essen. (Mit Ingo Herzke und Brigitte Jakobeit) Kiepenheuer & Witsch, 2010
- Richard Grant:
  - Bandit Roads. In das gesetzlose Herz der Sierra Madre. Frederking & Thaler, 2008
- Kenya Hara:
  - Wie es sich anfühlt. av edition, 2010
- Conway Lloyd Morgan:
  - atelier brückner. av edition, 2002
  - Triad Berlin. av edition, 2003
  - Atelier Markgraph. av edition, 2003
  - "Orpheus". In: red dot design award: Internationales Jahrbuch Kommunikationsdesign 2003/2004. Hrsg. Peter Zec. av edition, 2003
  - show me the future. engineering and design by werner sobek. av edition, 2004
  - D’Art. av edition, 2006
  - Franken Architekten. av edition, 2008
  - häfelinger + wagner design. av edition, 2010
- Bethan Ryder:
  - Bar- und Clubdesign. av edition, 2002
  - Neue Restaurants. av edition, 2004
- Ayelet Waldman:
  - Böse Mütter. Meine mütterlichen Sünden, großen und kleine Katastrophen und Momente des Glücks. Klett-Cotta, 2010

### Sonstige Texte
- Der Übersetzer - Im "Jardin des traducteurs", Gedicht, frei nach Rainer Maria Rilke, in Übersetzen, 2, 2005, S. 4

## Auszeichnungen
- 2006: Hamburger Förderpreis für literarische Übersetzung
- 2011: Hamburger Förderpreis für Literatur
- 2017: Deutscher Hörbuchpreis Hörkules für Der Pfau